# Nature Structural & Molecular Biology
Nature Structural & Molecular Biology è una rivista scientifica mensile sottoposta a revisione paritaria che pubblica articoli di ricerca, di revisione, notizie e commenti nel campo della biologia strutturale e della biologia molecolare, con particolare attenzione ai documenti che promuovono una "comprensione funzionale e meccanicistica del modo in cui i componenti molecolari in un processo biologico lavorano insieme".
È pubblicata dalla Nature Portfolio ed è stata fondata nel 1994 con il titolo Nature Structural Biology. Nel gennaio 2004 ha adottato il titolo attuale. Come altre riviste affiliate a Nature, le decisioni editoriali sono prese da un team interno; gli esterni sono coinvolti solo per la revisione tra pari.
Secondo il Journal Citation Reports, nel 2020 la rivista ha ricevuto un fattore di impatto pari a 15.369, classificandosi al 13° posto su 298 riviste nella categoria "Biochimica e biologia molecolare", al 1° posto su 72 riviste nella categoria "Biofisica" e al 16° posto su 195 riviste nella categoria "Biologia cellulare".